# Wrobiony
Wrobiony, noto anche col titolo internazionale Titanium White, è un film del 2016 diretto da Piotr Śmigasiewicz.

## Trama
Dominik, uno studente di storia, parte per Porto Ercole al fine di esaminare alcune opere di Caravaggio. Inaspettatamente, si ritrova però immischiato dentro a una serie di misteriosi crimini.

## Produzione
Il film è stato girato a Breslavia, a Monte Argentario nella frazione di Porto Ercole e a Berlino.